# أندرياس كيرن
أندرياس كيرن (بالمجرية: Kern András)‏ هو مغني وممثل مجري، ولد في 28 يناير 1948 ببودابست في المجر. من الجوائز التي نالها جائزة كوشوت ‏.

## جوائز
- جائزة كوشوت [الإنجليزية]‏

## وصلات خارجية
- أندرياس كيرن على موقع IMDb (الإنجليزية)
- أندرياس كيرن على موقع ميوزك برينز (الإنجليزية)
- أندرياس كيرن على موقع أول موفي (الإنجليزية)
- أندرياس كيرن على موقع قاعدة بيانات الأفلام السويدية (السويدية)
- أندرياس كيرن على موقع ديسكوغز (الإنجليزية)
- أندرياس كيرن على موقع قاعدة بيانات الفيلم (الإنجليزية)